# Musée d'Ethnographie du Trocadéro
Musée d'Ethnographie du Trocadéro var et antropologisk museum i Paris ved Place du Trocadéro, grundlagt 1878 af den franske antropolog Ernest Hamy.
Det var det museum Picasso besøgte da han skabte Les Demoiselles d'Avignon, hvor han så afrikanske masker. Det fik betydning for malestilen (primitivisme) og udviklingen af kubismen. Museet efterfulgtes i 1937 af Musée de l'Homme.
48°51′46″N 2°17′19″Ø / 48.86278°N 2.28861°Ø
Note
1. ↑  Billedet er endnu ikke frit, men kan ses her: Les Demoiselles d'Avignon (engelsk)

- Wikimedia Commons har flere filer relateret til Trocadéro